# Zirbel (Verzierung)
Als Zirbel bezeichnet man eine kunstvolle Verzierung an schmiedeeisernen Treppengeländern und Toren aus Metall.

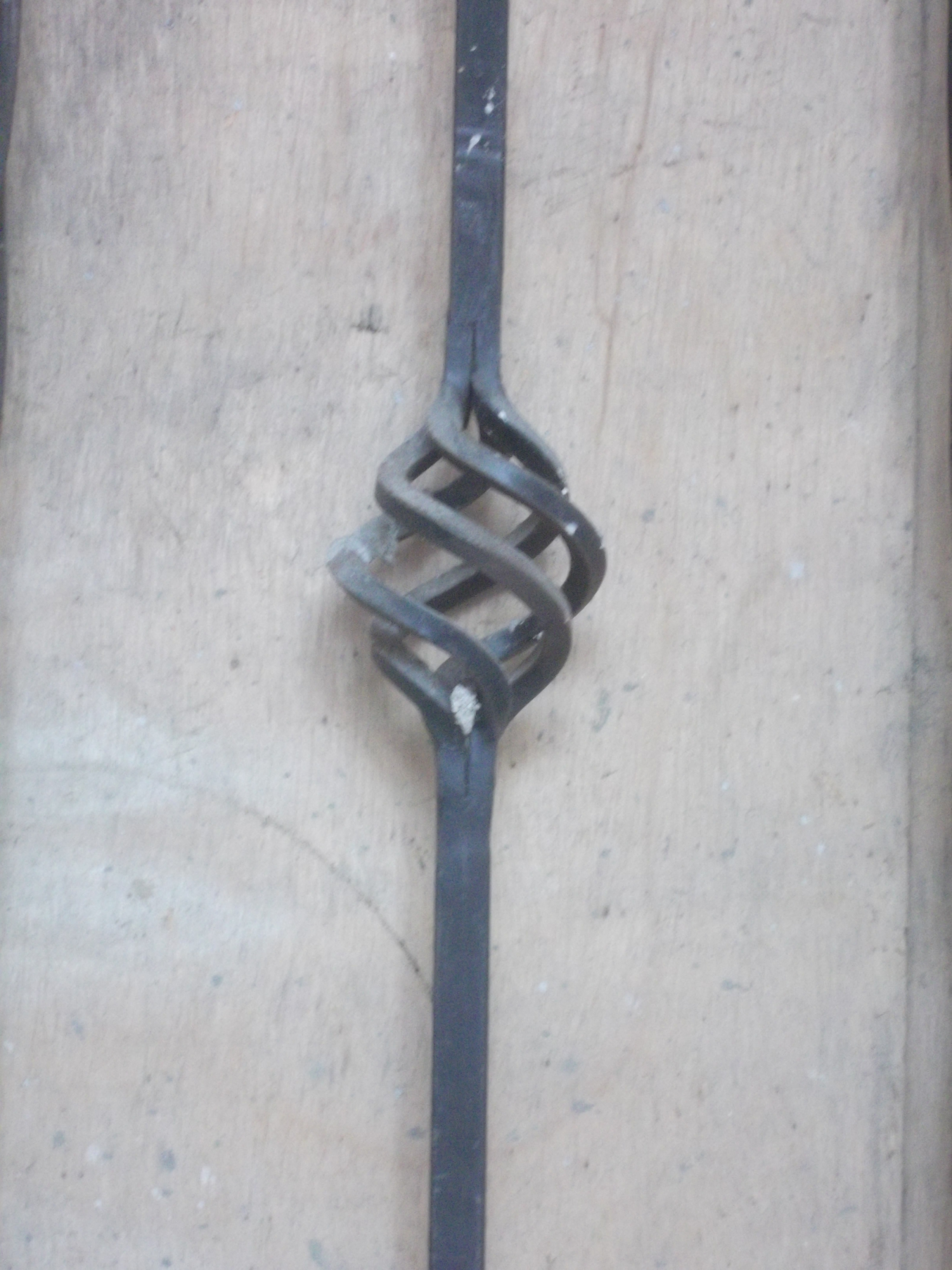
Zirbel

Dabei ist in einem Stab das Metall in Einzelfäden verdreht. Früher wurden Zirbel hergestellt, indem ein Vierkanteisen händisch eingeschnitten, aufgespalten, verdreht und gestaucht wurde. Heute ist die Herstellung maschinell möglich.